# Percy Oliver
Percival „Percy“ Cole Oliver (* 1. April 1919 in Nedlands City, Western Australia; † 9. Juli 2011) war ein australischer Schwimmsportler, der an den Olympischen Sommerspielen 1936 in Berlin teilnahm.

## Leben
Oliver, der die Hale School in Nedlands City besuchte, war neben der Schwimmerin Evelyn de Lacy der erste Westaustralier, der in die australische Olympiamannschaft aufgenommen wurde. Bei den Olympischen Sommerspielen 1936 gehörte er zur australischen Mannschaft und wurde nach einem zweiten Platz im fünften Vorlauf sowie einem dritten Platz im ersten Halbfinale Siebter im Finale im 100-Meter-Freistilschwimmen in einer Zeit von 1:01,0 Minuten.
Bei den British Empire Games 1938 in Sydney gewann er die Goldmedaille im 110-Yards-Rückenschwimmen sowie eine Bronzemedaille im sogenannten 3-mal-110-Yards-Medley. Daneben gewann er insgesamt 13 australische Meistertitel im Rücken- und Freistilschwimmen.
Nach Beendigung seiner aktiven Sportlerlaufbahn wurde er Lehrer an der Mount Lawley Senior High School in Mount Lawley, einem Vorort von Perth, ehe er Leiter des Ferienschwimmsport-Programms des Bildungsministeriums wurde.